# Liste der Baudenkmale in Cappeln (Oldenburg)
Die Liste der Baudenkmale in Cappeln enthält Baudenkmale der niedersächsischen Gemeinde Cappeln und der Dörfer Bokel, Elsten, Mintewede, Nutteln/Tegelrieden, Schwichteler, Sevelten, Tenstedt und Warnstedt. Der Stand der Liste ist das Jahr 2017.

## Bokel
| Lage                                        | Bezeichnung | Beschreibung | ID | Bild |
| ------------------------------------------- | ----------- | ------------ | -- | ---- |
| Bokeler Straße 49b 52° 48′ 5″ N, 8° 6′ 4″ O | Wegekapelle | [ 1 ]        |    | BW   |

## Cappeln
| Lage                                         | Bezeichnung                              | Beschreibung | ID | Bild           |
| -------------------------------------------- | ---------------------------------------- | ------------ | -- | -------------- |
| Große Straße 28 52° 48′ 46″ N, 8° 6′ 56″ O   | Katholischer Friedhof St. Peter und Paul | [ 1 ]        |    | BW             |
| Große Straße 28 52° 48′ 42″ N, 8° 6′ 54″ O   | Kirche St. Peter und Paul Cappeln        | [ 1 ]        |    | Weitere Bilder |
| Lerchenstraße 4 52° 48′ 47″ N, 8° 6′ 39″ O   | Hofanlage                                | [ 1 ]        |    | BW             |
| Schierlingsdamm 3 52° 48′ 22″ N, 8° 7′ 18″ O | Sägerei                                  | [ 1 ]        |    | BW             |

## Elsten
| Lage                                           | Bezeichnung                      | Beschreibung | ID | Bild |
| ---------------------------------------------- | -------------------------------- | ------------ | -- | ---- |
| Nordholter Straße 4 52° 46′ 25″ N, 8° 3′ 35″ O | Hofanlage                        | [ 1 ]        |    | BW   |
| Up'n Brink 3 52° 46′ 52″ N, 8° 3′ 40″ O        | Heuerhaus                        | [ 1 ]        |    | BW   |
| Up'n Brink 5 52° 46′ 52″ N, 8° 3′ 37″ O        | Heuerhaus                        | [ 1 ]        |    | BW   |
| Zur Burg 3 52° 46′ 39″ N, 8° 3′ 5″ O           | Hofanlage                        | [ 1 ]        |    | BW   |
| Zur Burg 8 52° 46′ 45″ N, 8° 2′ 57″ O          | Kirche St. Franziskus von Assisi | [ 1 ]        |    |      |

## Mintewede
| Lage                                            | Bezeichnung | Beschreibung | ID | Bild |
| ----------------------------------------------- | ----------- | ------------ | -- | ---- |
| Minteweder Straße 10 52° 47′ 41″ N, 8° 9′ 35″ O | Hofanlage   | [ 1 ]        |    | BW   |

## Nutteln/Tegelrieden
| Lage                                             | Bezeichnung            | Beschreibung | ID | Bild |
| ------------------------------------------------ | ---------------------- | ------------ | -- | ---- |
| Kastanienallee 4 52° 48′ 27″ N, 8° 0′ 33″ O      | Hofanlage              | [ 1 ]        |    | BW   |
| Warnstedter Straße 10 52° 48′ 20″ N, 8° 1′ 52″ O | Wohnwirtschaftsgebäude | [ 1 ]        |    | BW   |

## Schwichteler
| Lage                                            | Bezeichnung                 | Beschreibung | ID | Bild |
| ----------------------------------------------- | --------------------------- | ------------ | -- | ---- |
| Auf dem Schaffelde 7 52° 46′ 50″ N, 8° 9′ 21″ O | Wohnwirtschaftsgebäude      | [ 1 ]        |    | BW   |
| Klosterstraße 5 52° 46′ 56″ N, 8° 9′ 33″ O      | Kirche St. Maria Immaculata | [ 1 ]        |    |      |
| Klosterstraße 6 52° 46′ 56″ N, 8° 9′ 34″ O      | Kloster Christinenhof       | [ 1 ]        |    |      |

## Sevelten
| Lage                                       | Bezeichnung                | Beschreibung | ID | Bild           |
| ------------------------------------------ | -------------------------- | ------------ | -- | -------------- |
| Am Kirchplatz 1 52° 48′ 32″ N, 8° 3′ 44″ O | Kirche St. Marien Sevelten | [ 1 ]        |    | Weitere Bilder |
| Kirchweg 1 52° 48′ 27″ N, 8° 3′ 47″ O      | Wohnwirtschaftsgebäude     | [ 1 ]        |    | BW             |

## Tenstedt
| Lage                                           | Bezeichnung            | Beschreibung | ID | Bild |
| ---------------------------------------------- | ---------------------- | ------------ | -- | ---- |
| Hogen Brink 2 52° 47′ 49″ N, 8° 8′ 0″ O        | Wohnwirtschaftsgebäude | [ 1 ]        |    |      |
| Hogen Brink 3 52° 47′ 48″ N, 8° 7′ 56″ O       | Wohnwirtschaftsgebäude | [ 1 ]        |    |      |
| Tenstedter Straße 65 52° 47′ 40″ N, 8° 8′ 8″ O | Wohnhaus               | [ 1 ]        |    |      |
| Tenstedter Straße 66 52° 47′ 3″ N, 8° 8′ 19″ O | Gut Schwede            | [ 1 ]        |    |      |
| Zum Darrenkamp 9 52° 46′ 18″ N, 8° 8′ 47″ O    | Hofanlage              | [ 1 ]        |    | BW   |

## Warnstedt
| Lage                                    | Bezeichnung            | Beschreibung | ID | Bild |
| --------------------------------------- | ---------------------- | ------------ | -- | ---- |
| Grüner Weg 1 52° 46′ 41″ N, 8° 2′ 16″ O | Wohnwirtschaftsgebäude | [ 1 ]        |    | BW   |